# Harrisburg Subdivision
Die Harrisburg Subdivision ist eine Eisenbahnstrecke im Stadtgebiet von Philadelphia im US-Bundesstaat Pennsylvania. Sie ist Eigentum der Eisenbahngesellschaft CSX und verbindet das Hafengebiet im Süden der Stadt mit zwei überregionalen Güterbahnen.
Die Strecke verläuft in weiten Teilen aufgeständert in Form zweier markanter Bauwerke. Dies sind die 25th Street Elevated oberhalb der gleichnamigen Straße im Südwesten der Stadt und die West Philadelphia Elevated, die westlich des Schuylkill verläuft und an der 30th Street Station vorbeiführt.